# Stazione di Arquata Scrivia
Stazione di Arquata Scrivia vasútállomás Olaszországban, Arquata Scrivia településen.

## Vasútvonalak
Az állomást az alábbi vasútvonalak érintik:
- Torino–Genova-vasútvonal
- Milánó–Genova-vasútvonal

## Kapcsolódó állomások
A vasútállomáshoz az alábbi állomások vannak a legközelebb:
- Stazione di Serravalle Scrivia
- Stazione di Rigoroso
- Stazione di Ronco Scrivia
- Stazione di Stazzano-Serravalle